# Villayerno Morquillas
Villayerno Morquillas est une commune d'Espagne dans la communauté autonome de Castille-et-León, province de Burgos. Elle s'étend sur 9,17 km2 et comptait environ 219 habitants en 2011.